# سبخة مالح
سبخة المالح، والمعروفة أيضًا باسم سبخة الملة، هي بحيرة ملحية في ولاية بشار، جنوب غرب الجزائر. وادي الساورة يصب في البحيرة.
تقع البحيرة بالقرب من كرزاز، على بعد حوالي 120 كم (75 ميل) جنوب شرق بني عباس.

## جغرافيا
سبخة المالح هي بحيرة مالحة تشكلت في حوض بولاية بشار في جنوب غرب الجزائر، إلى الجنوب من جبال الأطلس، تقع سلاسل الوقارتة الصخرية في الغرب والعرق الغربي الكبير إلى الشرق. ويبلغ معدل هطول الأمطار السنوي في سبخة حوالي 20 ملم (0.8 بوصة)، وهو أقل بكثير من أطلس الصحراء إلى الشمال (150 ملم (6 بوصات)). تتغذى البحيرة من نهر وادي الساورة الموسمي، لكن معظم المياه التي تبخرت من السطح تفوق حجم المياه المتدفقة في الداخل، وتتشكل قشرة ملح. لا يوجد في الحوض تدفق خارجي، ولأن مصدر المياه قاري وليس . هناك نوعان من الماء، أحدهما يشبه البركة، مع
قاع السبخة جاف عادة ومغطى بقشرة مالحة، تتكون في الغالب من الهاليت. بشكل دوري، تتسبب الأمطار الغزيرة في فيضان الساورة وتدفق المياه إلى السبخة،
يزداد إجمالي المواد الصلبة الذائبة لأن القشرة تذوب جزئيًا ويحدث التبخر. بعض المياه تتسلل إلى الأرض الطينية لتشكل طبقة منيعة تحتها طبقة مياه جوفية، مشبعة فيما يتعلق بكلوريد الصوديوم. يحدث تبخر الماء في البحيرة، وبعد بضعة أشهر، يجف السبخة، وتتشكل قشرة جديدة.